# Zerebraler Vasospasmus
Als zerebraler Vasospasmus wird die krampfhafte Verengung von Arterien des Gehirns bezeichnet.

## Ursache
Zerebrale Vasospasmen sind eine häufige und ernste Komplikation der Subarachnoidalblutung. Zerebrale Vasospasmen treten auch bei anderen neurologischen Erkrankungen auf und kommen bei bestimmten Vergiftungen (z. B. dem Ergotismus) vor. Sie können aber auch durch ärztliche Maßnahmen verursacht, als Medikamentennebenwirkung oder in Zusammenhang mit Drogenkonsum (insbesondere Kokain- und Methamphetamin) auftreten.
Es wird angenommen, dass das in den Subarachnoidalraum geratene Blut beim Zerfall (Hämolyse) Stoffe freisetzt, die eine unüberwindbare Kontraktion der Arterien auslösen und die Autoregulation zeitweilig außer Kraft setzen. Typischerweise treten zerebrale Vasospasmen ab dem vierten Tag nach einer Subarachnoidalblutung auf und halten bis mehrere Wochen an.
Ob und in welchem Umfang es zu Vasospasmen kommt, hängt in erster Linie von der Menge des ausgetretenen Blutes ab. In der Folge kann es zu einer Minderversorgung von Teilen des Gehirns mit Blut und somit zu einem sekundären Hirninfarkt kommen.

## Prophylaxe und Therapie
Der Vasospasmus ist schwer zu behandeln. Derzeit wird die Gabe von Nimodipin empfohlen, die Tripel-H-Therapie (Hypertonie – Hypervolämie – Hämodilution) ist umstritten.